# Stethorus utilis
Stethorus utilis är en skalbaggsart som först beskrevs av Horn 1895.  Stethorus utilis ingår i släktet Stethorus och familjen nyckelpigor. Inga underarter finns listade i Catalogue of Life.